# 卡爾加特
55°11′44″N 80°16′52″E / 55.19556°N 80.28111°E
卡爾加特（俄语：Карга́т，突厥語「黑加侖」的意思）是俄羅斯新西伯利亞州中部的一個城市，位於州府新西伯利亞以西180公里的卡爾加特河畔。2002年人口11,184人。
1795年建立。1965年設市。西伯利亞鐵路經過。